# メレンゲ (音楽)
メレンゲ（英語・スペイン語（アメリカ大陸） merengue, フランス語 meringue, ハイチ・クレオール語 meringue）はカリブ海周辺諸国及びアメリカなどのラティーノ文化圏で演奏されるラテン音楽、及びダンス。ハイチではメラングと呼ばれている。
大きく分けてドミニカ発祥のメレンゲと、ベネズエラ発祥のメレンゲに分けられる。以下は特記のない限りドミニカ系のメレンゲの説明とする。

## 概要

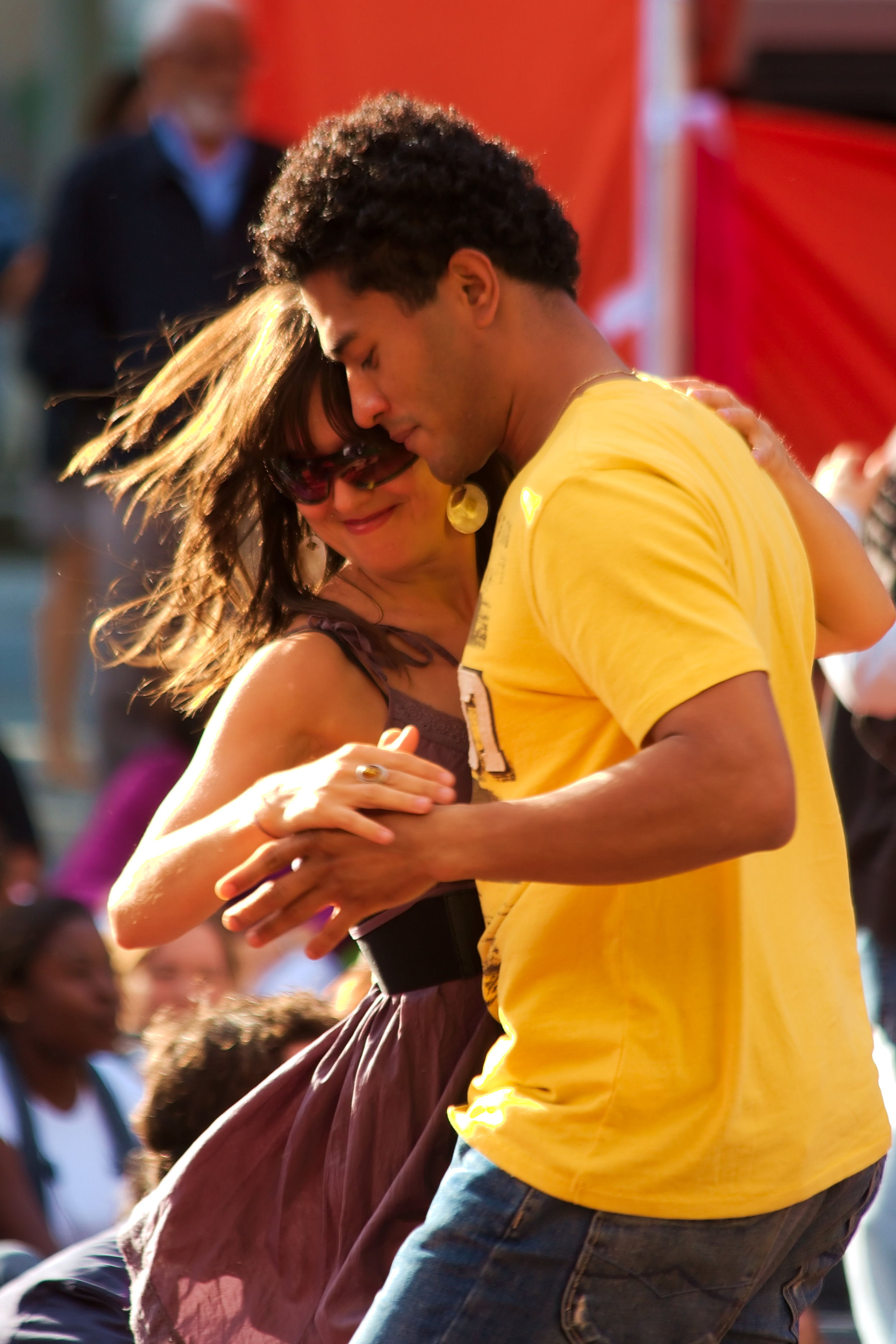
メレンゲダンス

メレンゲはアフリカとヨーロッパの要素が融合した音楽である。
楽器はアコーディオン、ベースギター、グィラ、タンボーラなどが使用される。ピアノ、サクソフォン、トランペット、ギター、コンガなどが使用されることも多い。
基本が2拍子の単純なリズムなため踊りやすい。即興が容易で、ヒップホップやハウスなど他のジャンルの音楽と合体して多様な展開を見せている。

## 詳細

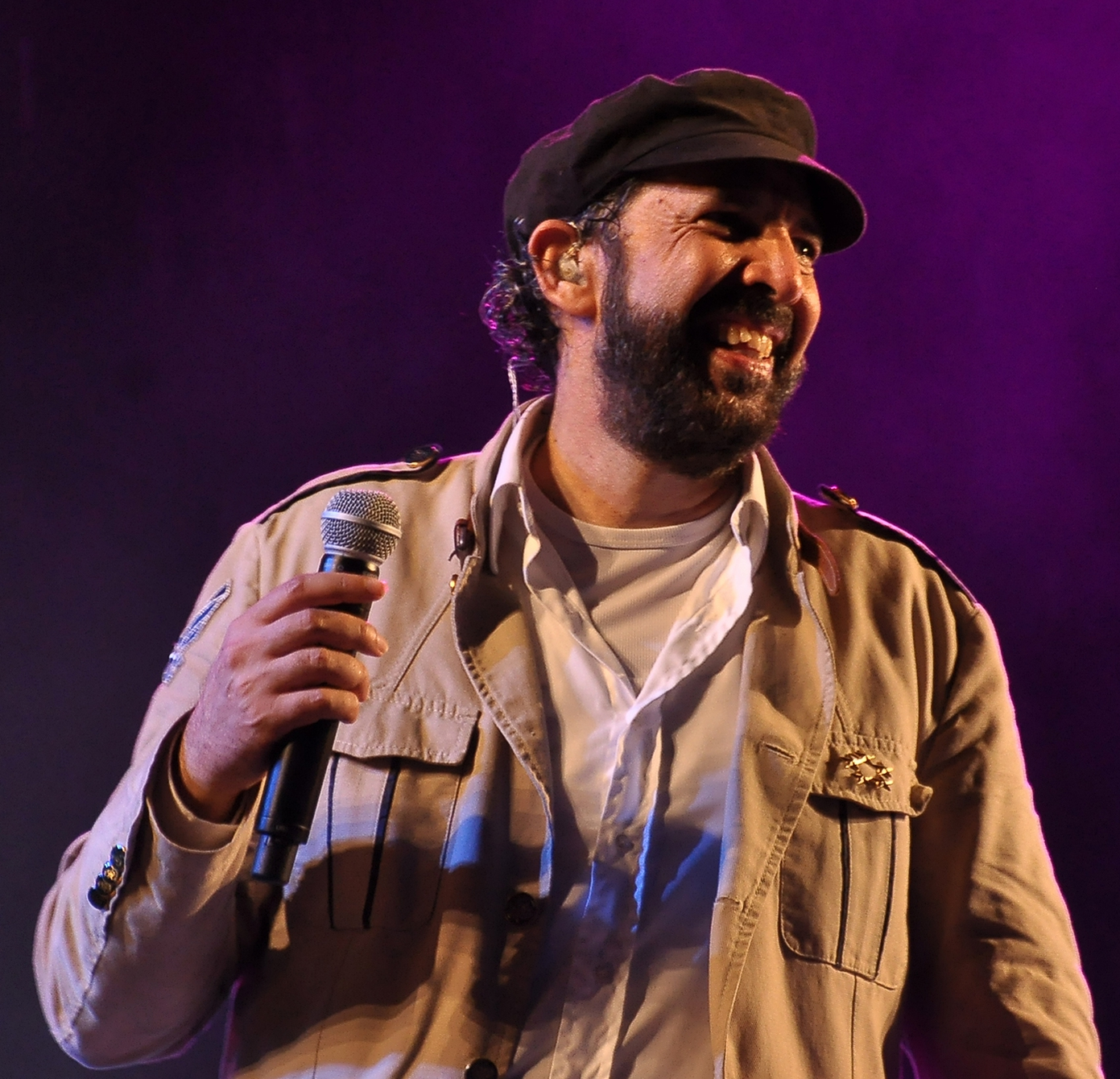
フアン・ルイス・ゲラ

「メレンゲ」という言葉の語源には諸説あるが、ヨーロッパのデザートのメレンゲから、もしくは西アフリカのダンスと音楽に関する言葉から、また別の説ではイスパニョーラ島の先住民タイノ人の言葉からとも言われる 。
19世紀中頃にグィラとタンボーラによって構成されるメレンゲの基本スタイルが確立された。その後、「メレンゲの父」と呼ばれるファン・バウティスタ・アルフォンセカの手によって上流階級向けのメレンゲが様式化された。また、マリンバやアコーディオンが加わったテンポの速い民俗的なメレンゲが現れ、のちにペリーコ・リピアーオの名で呼ばれるようになった。
ドミニカ共和国では1930年から1961年の独裁者、ラファエル・トルヒーヨによってメレンゲは政治宣伝の手段として利用され、国民にメレンゲを踊るように推奨した。この時期にベースギター・ギター、サクソフォンが加わったメレンゲ楽団（メレンゲ・ティピコ）というスタイルが確立された。1950年代には、ルイス・アルベルティのダンス向きのメレンゲ曲もヒットした。 1960年代よりジョニー・ベントゥーラが率いる、ホーン奏者5人を含む12人編成のコンボ、ソウル歌手のような派手な衣装で全員揃ってステップを踏むといった革新的なメレンゲが人気を集めた。1980年代にはウィルフリード・バルガスらの活躍により、ニューヨークやラテンアメリカ全域にメレンゲを広めた。
1980年代末より、フアン・ルイス・ゲラ＆4.40（クアトロ・クアレンタ）が日常的で詩的な歌詞を持つ「コーヒーの雨が降ったらなあ」で爆発的な人気を得た。ゲラの音楽は、それまでの陳腐な恋愛や猥雑な歌からメレンゲの将来を一変させた。 
1990年代以後、サルサとメレンゲの融合からプエルトリコでメレンゲが盛んとなった。また、ニューヨークのラティーノたちによって、メレンラップやメレンハウスなど、クラブ・ミュージックとして発展した。

## ダンス
メレンゲはラテンダンスのステップの一つでもある。
ドミニカのメレンゲは早い2ビートの音楽に合わせて2ビートのステップを繰り返す。
基本的に左右の動きだが、前に出る動きが挿入されることもある。
サルサやメレンゲは男女が密着して踊るスタイルだったが、近年はプンタやマカレナの流行の影響から、きびきびと力強く踊るスタイルに変化してきている。

## 代表的なアーティスト
- フアン・ルイス・ゲラ
- ミリー・ケサダ
- ウィルフリード・ヴァルガス(En)
- ジョニー・ベントゥーラ（英語版）

## ベネズエラのメレンゲ
ベネズエラのメレンゲは3拍子と2拍子が等間隔に交互進行する、8分の5拍子が基本のリズムとなる。アフロ系のスイング感とヨーロッパ音楽のコード進行が融合したダンス音楽で、19世紀半ばに首都カラカスを中心に流行し、20世紀の中頃までは国民的な音楽として親しまれた。
1940年代以降、基幹産業が農業から石油産業に転換するとともに、人口が都市へと流入し農村が衰退してしまう。それにつれキューバやドミニカといった外国の音楽へ人々の嗜好が変化してしまい、ベネズエラのメレンゲは衰退してしまった。

## More Reading
- 北中正和 監修『世界は音楽でできている：中南米・北米・アフリカ編』音楽出版社、2007年。ISBN 9784861710261。